# Nyctiophylax pongdiatensis
Nyctiophylax pongdiatensis är en nattsländeart som beskrevs av Malicky och Chantaramongkol 1993. Nyctiophylax pongdiatensis ingår i släktet Nyctiophylax och familjen fångstnätnattsländor. Inga underarter finns listade i Catalogue of Life.